# 디드리크 솔리탕엔
디드리크 솔리탕엔(노르웨이어: Didrik Solli-Tangen, 1987년 6월 11일 ~ )은 노르웨이의 가수이다. 유로비전 송 콘테스트 2010에서 노르웨이 대표로 참가했다.